# 必殺仕事人意外伝 主水、第七騎兵隊と闘う 大利根ウエスタン月夜
『必殺仕事人意外伝 主水、第七騎兵隊と闘う 大利根ウエスタン月夜』（ひっさつしごとにんいがいでん もんど、だいななきへいたいとたたかう おおとねウエスタンつきよ）は、1985年1月4日の金曜日21:00 - 22:48に、朝日放送と松竹（京都映画撮影所、現・松竹撮影所）が共同製作・テレビ朝日系列で放送された時代劇。主演は藤田まこと。
必殺シリーズの長時間スペシャル第5弾である。

## 概要
翌週より始まる『必殺仕事人V』の番外編（序章）で、花屋の政と組紐屋の竜が初登場する。時は天保14年（1843年）の暮れから、天保15年（1844年）の正月。裏の仕事に向かうため、月夜に利根川を舟で進んでいた主水たち一行が突如として、明治9年（1876年）の西部開拓時代のアメリカにタイムスリップし、インディアンの村を襲うカスター将軍率いる第七騎兵隊と闘うという奇想天外なストーリー。第7騎兵隊の戦いと『天保水滸伝』の物語を織り交ぜ、必殺シリーズ風にアレンジしている。
番組の冒頭で、藤田まことと山田五十鈴が浪曲を披露している。主水たちをヨットで運ぶ役として、当時、ヨットでの単独太平洋横断に成功した堀江謙一が予定されていたが、諸事情によりキャンセルされた。西部劇の部分は、栃木県のウェスタン村で撮影が行われた。撮影中にスタントマンが落馬し、死亡する事故が起きている。
西部劇のシーンでは、「荒野の七人」、「黄色いリボン」、「腰抜け二挺拳銃」、「真昼の決闘」、「大砂塵」「リオ・ブラボー」、「シェーン」といった往年の西部劇映画のテーマ曲および主題歌が使われている。

## あらすじ
下総に巣食うヤクザの抗争に巻き込まれた百姓一家のお松は母を殺され、娘のお鹿とともに仕事人に頼み、恨みを晴らそうと江戸にやって来た。この親子と縁があったおりくは主水と加代に助勢を求める。様子を覗っていた、組紐屋の竜と花屋の政は主水たちに猜疑心を持っていたが今回のみの条件で、一緒に仕事を行うことを承諾した。
しかし、依頼人のお松一家はお松、夫、息子が笹川の繁蔵の刺客の手に掛かり、殺されてしまう。この一家と親密だった次郎衛門も裏の仕事に加わることを決心し、ヤクザの本拠に利根川に伝って向かう。
主水、加代、竜、政、順之助、次郎衛門を乗せた船はトンネルに差し掛かるが、この日は皆既月食だった。この異常な現象の先のトンネルを抜けると、そこは西部時代のアメリカだった。

## キャスト

### 仕事人
- 中村主水 - 藤田まこと
- 組紐屋の竜 - 京本政樹
- 花屋の政 - 村上弘明
- 西順之助 - ひかる一平
- 加代 - 鮎川いずみ
- おりく - 山田五十鈴

### その他
- 中村りつ - 白木万理
- 中村せん - 菅井きん
- 筆頭同心 田中 - 山内としお
- 玉助 - 梅津栄
- ナレーター - 中村梅之助（オープニング）、玉井孝（劇中説明）

### ゲスト
- メリケンお袖 - 秋川リサ
- 仁助 - 小松方正
- 勘太 - 火野正平
- お弓 / リツル・ボウ - 井上ユカリ
- グッド・コントロール - 板東英二
- レッド・サンダー - ション・タナー
- シッティング・ブル - イアン・ペルーマン
- クレイジー・ホース - マーチン・レオード
- ワイルド・ビル・ヒコック - ワーリック・ダネット
- カラミティ・ジェーン - レアン・アームス
- ジョージ・アームストロング・カスター将軍 - ガーソン・バンスタイン
- 桑山盛助 - 堺左千夫
- 洲の崎の政吉 - 下元年世
- 平田深喜 - 樋口隆則
- 笹川の繁蔵 - 藤岡重慶
- 飯岡の助五郎 - 遠藤太津朗
- お鹿 / イエローディーア - 水前寺清子
- お松 - 樹木希林
- 次郎衛門 / ジェロニモ - 西郷輝彦

## スタッフ
- 制作 - 山内久司（朝日放送）
- プロデューサー - 辰野悦央（朝日放送）、桜井洋三（松竹）
- 脚本 - 吉田剛
- 音楽 - 平尾昌晃
- 監督 - 石原興
- 撮影 - 藤原三郎
- 照明 - 中島利男
- 殺陣 - 楠本栄一
- 題字 - 糸見渓南
- 現像 - 東洋現像所（現・IMAGICAウェスト）
- 協力 - エクラン演技集団・新演技座
- 制作協力 - 京都映画撮影所（現・松竹撮影所）
- 制作 - 朝日放送、松竹

## 主題歌
- 主題歌 - 藤田絵美子「さよならさざんか」（リバスター音産）
作詞：宇山清太郎、作曲：平尾昌晃、編曲：竜崎孝路
『必殺仕事人V』の主題歌。『必殺橋掛人』、映画『必殺! ブラウン館の怪物たち』で使用されている。
本作の主題歌は夕陽（『仕置人』、『新仕置人』のものと同じ）を背景に撮影。クレジットの色は青で、以前より明確に表記された。
藤田絵美子は藤田まことの実娘。現在はゴスペルシンガーのEMIKOとして活動中。
- 挿入歌 - 京本政樹「哀しみ色の…」（ビクターインビテーション（現・ビクターエンタテインメント））
作詞・作曲：京本政樹、編曲：大谷和夫
組紐屋の竜の殺しのシーンで使用。